# Sakojivar (berg)
Sakojivar (armeniska: Սաքոյիվար) är ett berg i Armenien. Det ligger i provinsen Gegharkunik, i den centrala delen av landet, 80 kilometer öster om huvudstaden Jerevan. Toppen på Sakojivar är 3 033 meter över havet.
Terrängen runt Sakojivar är lite bergig. Närmaste större samhälle är Martuni, 14,2 kilometer nordväst om Sakojivar. 
Trakten runt Sakojivar består i huvudsak av gräsmarker. Runt Sak'oyivar är det ganska glesbefolkat, med 29 invånare per kvadratkilometer.